# Thambi
 (mars 2022).
La mise en forme du texte ne suit pas les recommandations de Wikipédia : il faut le « wikifier ».
Les points d'amélioration suivants sont les cas les plus fréquents. Le détail des points à revoir est peut-être précisé sur la page de discussion.
- Les titres sont pré-formatés par le logiciel. Ils ne sont ni en capitales, ni en gras.
- Le texte ne doit pas être écrit en capitales (les noms de famille non plus), ni en gras, ni en italique, ni en « petit »…
- Le gras n'est utilisé que pour surligner le titre de l'article dans l'introduction, une seule fois.
- L'italique est rarement utilisé : mots en langue étrangère, titres d'œuvres, noms de bateaux, etc.
- Les citations ne sont pas en italique mais en corps de texte normal. Elles sont entourées par des guillemets français : « et ».
- Les listes à puces sont à éviter, des paragraphes rédigés étant largement préférés. Les tableaux sont à réserver à la présentation de données structurées (résultats, etc.).
- Les appels de note de bas de page (petits chiffres en exposant, introduits par l'outil «  Source ») sont à placer entre la fin de phrase et le point final[comme ça].
- Les liens internes (vers d'autres articles de Wikipédia) sont à choisir avec parcimonie. Créez des liens vers des articles approfondissant le sujet. Les termes génériques sans rapport avec le sujet sont à éviter, ainsi que les répétitions de liens vers un même terme.
- Les liens externes sont à placer uniquement dans une section « Liens externes », à la fin de l'article. Ces liens sont à choisir avec parcimonie suivant les règles définies. Si un lien sert de source à l'article, son insertion dans le texte est à faire par les notes de bas de page.
- La présentation des références doit suivre les conventions bibliographiques. Il est recommandé d'utiliser les modèles {{Ouvrage}}, {{Chapitre}}, {{Article}}, {{Lien web}} et/ou {{Bibliographie}}. Le mode d'édition visuel peut mettre en forme automatiquement les références.
- Insérer une infobox (cadre d'informations à droite) n'est pas obligatoire pour parachever la mise en page.

Pour une aide détaillée, merci de consulter Aide:Wikification.
Si vous pensez que ces points ont été résolus, vous pouvez retirer ce bandeau et améliorer la mise en forme d'un autre article.
 (mars 2022).
Le contenu est difficilement compréhensible vu les erreurs de traduction, qui sont peut-être dues à l'utilisation d'un logiciel de traduction automatique.
Thambi (en anglais : Younger Brother) est un film d'action indien en  tamoul écrit et réalisé par Seeman en 2006. Le film présente Madhavan et Pooja dans les rôles principaux, tandis que Vadivelu, Manivannan et Biju Menon jouent d'autres rôles de soutien. Avec une musique composée par Vidyasagar et une photographie de Balasubramaniem, le film est sorti le 22 février 2006 et a connu un succès au box-office. Ce film a été doublé en hindi sous le nom de My Dear Munna Bhai et il a été distribué par Shemaroo Entertainment.

## Synopsis
Thambi Velu Thondaiman (Madhavan) est un jeune rebelle qui ne peut en aucun cas tolérer la violence et l'injustice. Sa cible principale est Sankara Pandian ( Biju Menon ), un riche crétin local. Thambi veut que Sankara Pandian abandonne toutes ses activités illégales et sa violence. Un jour, Thambi interrompt la performance scénique d'Archana ( Pooja ) alors qu'il poursuit un malfaiteur. Archana comprend mal Thambi comme un tapageur et le déteste, mais Thambi sauve Archana dans un restaurant lorsque quelques gars essaient de l'agresser, après quoi elle commence à l'aimer, ce qui se transforme progressivement en amour. Cependant, Thambi ne rend pas la pareille et veut qu'Archana arrête de le suivre car il a tant d'ennemis dans la ville.
Thambi est invité à son alma mater pour présider une fonction où il ouvre son histoire personnelle. Un flashback est montré où Thambi menait une vie joyeuse avec ses parents et sa sœur. Une fois, Thambi repère un meurtre commis par Saravana Pandian ( Shanmugarajan ), le frère de Sankara Pandian. Thambi devient le témoin du meurtre et identifie le meurtrier au tribunal, ce qui met en colère Sankara Pandian. Pour venger l'arrestation de son frère, Sankara Pandian assassine les parents et la sœur de Thambi. Cela a transformé Thambi en un jeune intrépide essayant de libérer la ville de la violence.
Thambi veut que Sankara Pandian se transforme en un bon gars et empêche tous ses plans d'éclater la violence dans la ville. Enfin, Sankara Pandian amène un jour la violence et les affrontements dans la ville pour des raisons politiques. Malheureusement, sa mère souffre soudainement d'une crise cardiaque et il se précipite à l'hôpital avec elle. Sur le chemin, cependant, sa voiture est bloquée dans la circulation car il y a de la violence partout sur les routes, et il n'a pas pu rejoindre l'hôpital à temps. Thambi arrive sur les lieux et Sankara Pandian pense que Thambi se vengera de lui en tuant sa famille. Cependant, à sa grande surprise, Thambi soulève la mère de Sankara Pandian de la voiture et court à l'hôpital. La mère de Sankara Pandian est sauvée, à la suite de quoi Sankara Pandian se rend compte de son erreur et admire la grande affection de Thambi pour le bien-être de chaque personne bien qu'elle ne lui soit pas liée. Il décide également de quitter toutes ses violences et activités illégales et présente ses excuses à Thambi pour ses actes fautifs commis. À la fin, Thambi et Archana s'unissent.

## Distribution
- Madhavan comme Thambi Velu Thondaiman alias Velu
- Pooja comme Archana
- Vadivelu comme Natarasu
- Biju Menon en tant que Sankara Pandiyan
- Ilavarasu en tant que Sankaraiyan
- Shanmugarajan en tant que Saravana Pandiyan
- Raj Kapoor en tant que police
- Manivannan
- Manobala
- Vinod Raj
- Vagai Chandrasekhar
- Ragasudha
- Sumithra
- Sashikumar Subramani

## Production
Le réalisateur Seeman a fait un retour à la réalisation après avoir pris un congé sabbatique après la sortie de Veeranadai en 1999 et a commencé à travailler sur un scénario sur un justicier de village qui sera produit par Mid Valley Entertainments. Madhavan a entendu le scénario du film sur l'insistance de son manager, Nazir, et a été impressionné par "le feu et la confiance" dans la narration de Seeman. Il a ensuite signé pour travailler sur le film en octobre 2004,,. L'acteur a ensuite subi une cure de jouvence pour le film, arborant des cheveux longs et incarnant un jeune homme d'un village pour la première fois de sa carrière. L'équipe a d'abord approché Asin pour le rôle féminin principal, avant de finaliser la débutante Simran de Bombay. Cependant, l'équipe voulait opter pour une actrice avec une rémunération moindre et Pooja a finalement été engagée pour travailler sur le film en décembre 2004 et a collaboré avec Madhavan pour la deuxième fois après Jay Jay (2003),.
Le film a été tourné dans le sud du Tamil Nadu, avec des tournages largement tournés à Karaikudi. Madhavan a quitté le tournage du film en août 2005 pour assister à la naissance de son enfant à Mumbai. Sa disparition soudaine a conduit la Guilde des producteurs à lui interdire, avant que l'affaire ne soit réglée à l'amiable. Le film a été achevé en novembre 2005 et l'équipe a commencé les travaux de post-production par la suite. Les travaux de doublage ont été achevés aux studios Bharani à Chennai plus tard ce mois-là,.

## Musique
La bande originale a été composée par Vidyasagar,.
| Titre de la chanson           | Chanteurs                          | Paroles           |
| ----------------------------- | ---------------------------------- | ----------------- |
| "Kanava Endru"                | Madhushree                         | N / A. Muthukumar |
| "Enn Kadal"                   | Saindhavi                          | N / A. Muthukumar |
| "Poovanathil Maram" (duo)     | Swarnalatha, P. Jayachandran       | N / A. Muthukumar |
| "Poovanathil Maram" (femelle) | Swarnalatha                        | N / A. Muthukumar |
| "Ennamma Devi Jakkamma"       | Karthik, Manikka Vinayagam, Balesh | N / A. Muthukumar |
| "Sudum Nilavu"                | P. Unnikrishnan, Harini            | Vairamuthu        |
| "Summa Kidantha"              | Karthik, Kalyani Nair              | Vairamuthu        |
| "Olai Kudisai"                | Karthik, Sujatha                   | Vairamuthu        |
| "Udambinai Urudhi Sei"        | Vidyasagar                         | Bharatiyar        |

## Accueil
Le film s'est ouvert à des critiques mitigées mais a bien performé au box-office. Un critique de Sify.com a déclaré que "les intentions de Seeman sont nobles mais auraient pu être racontées de manière plus réaliste". Indiaglitz.com a déclaré que "Seeman a réussi à rendre un film porteur d'un message qui correspond à la société contemporaine" et que c'est "une tentative audacieuse qui vaut la peine d'être regardée". Le critique a ajouté "cependant, d'un autre côté, vers la seconde moitié, quelques scènes de séquences romantiques impliquant Pooja et Madhavan freinent le rythme du film". Un critique de galatta.com a déclaré que "Thambi est, dans l'ensemble, un bon film".